# Weka Park
Der Weka Park ist ein öffentlicher Park in Raumati Beach, welcher sich 50–60 km nordöstlich von Wellington an Neuseelands Kapiti Coast befindet. 
Im Weka Park spielt und trainiert das lokale Fußballteam des Kapiti Coast United. Auch wird dort oft Cricket gespielt.
Der Wharemauku Stream verläuft neben einem etwa 3 km langen Spazierweg entlang der Parkgrenze. 